# Player (film)
 For alternative betydninger, se Player. (Se også artikler, som begynder med Player)
Player er en dansk komediefilm fra 2013 skrevet af Marie Østerbye og instrueret af Tomas Villum Jensen. Filmens hovedroller spilles af Casper Christensen og Rasmus Bjerg. Andre medvirkende er blandt andet Ellen Hillingsø, Lars Brygmann, Mille Hoffmeyer Lehfeldt, Lisbeth Wulff, Jens Jørn Spottag, Lise Koefoed og Ditte Arnth. Filmen modtog dårlige anmeldelser.

## Handling
Den selvkontrollerende og lettere kedelige advokat Michael Helge (Rasmus Bjerg) rejser til Côte d'Azur i Sydfrankrig for at løse en skilsmissessag. Men det hvad der skulle have været en rutinesag, ender i stedet med at Michael Helge bliver franarret 10 millioner kroner af firmaets penge. Men heldigvis støder han ind i sin gamle ven Theo (Casper Christensen), der lever livet på den farlige måde som gambler i Sydfrankrig. Sammen får det umage makkerpar på ægte James Bond-manér skruet en plan sammen, der skal skaffe dem de 10 millioner kroner retur.

## Produktion
Filmen er Tomas Villum Jensens syvende film som instruktør. Hans seneste var Ved Verdens Ende fra 2009. Players budget var på 19 millioner kroner og filmen blev optaget i efteråret 2012 i Menton i Sydfrankrig.

## Medvirkende
- Rasmus Bjerg som Michael Helge
- Casper Christensen som Theo
- Ellen Hillingsø
- Lars Brygmann
- Mille Hoffmeyer Lehfeldt
- Lisbeth Wulff
- Jens Jørn Spottag
- Lise Koefoed
- Ditte Arnth
- Lucas Lynggaard Tønnesen

## Modtagelse
Filmen blev generelt dårligt modtaget af anmelderne. Ekstra Bladet gav to ud af seks stjerner, mens DR's anmelder Per Juul Carlsen skrev, at der ikke blev " taget en eneste chance i Player" og kvitterede også med to ud af seks stjerner.. Filmmagasinet Ekko kaldte filmen for den "umorsomste komedie i mands minde" og tildelte blot én ud af seks mulige stjerner. Filmz.dk gav dog fire ud af seks stjerner, men skrev også at "Ingen bliver klogere af at se "Player", og den er ikke nogen tilnærmelsesvis fantastisk filmoplevelse."